# 天主教圖庫皮塔宗座代牧區
天主教圖庫皮塔宗座代牧區（拉丁語：Vicariatus Apostolicus Tucupitensis）是委內瑞拉一個羅馬天主教宗座代牧區，直屬教廷。
代牧區成立於1954年7月30日，位於阿馬庫羅三角洲州，2010年有教友104,000人（佔轄區總人口76.5%）、四個堂區、十一名司鐸。現任宗座代牧為斐理伯·岡薩雷斯·岡薩雷斯。